# Heartbreaker (singel will.i.ama)
Heartbreaker – drugi singel z trzeciego solowego albumu amerykańskiego piosenkarza will.i.ama. W wydaniu brytyjskim singla gościnnie wystąpiła członkini zespołu Girls Aloud Cheryl Cole. Utwór znalazł się także na debiutanckim albumie Cheryl zatytułowanym 3 Words.

## Utwory na singlu
CD single
1. "Heartbreaker" (UK Version z Cheryl Cole - Radio Edit)
2. "Impatient"

## Listy przebojów
| Lista przebojów (2008)   | Najwyższa pozycja |
| ------------------------ | ----------------- |
| Dania                    | 24                |
| Irlandia                 | 7                 |
| European Hot 100 Singles | 11                |
| UK Singles Chart         | 4                 |